# فاطمة الزهراء كردادي
فاطمة الزهراء كردادي (مواليد 20 مارس 1992 بآسفي) عداءة مسافات طويلة مغربية، متخصصة في سباقات 5000 و 1000 متر، إضافة إلى سباق الماراثون.
خلال بطولة العالم لألعاب القوى 2023 ببودابست، حصلت كردادي على الرتبة الثالثة (ميدالية برونزية) في مسافة الماراثون، وهي أول امرأة مغربية تفوز بميدالية في هذا السباق في تاريخ بطولة العالم.